# Szedziec
Szedziec – wieś w Polsce położona w województwie dolnośląskim, w powiecie górowskim, w gminie Góra.

## Podział administracyjny
W latach 1975–1998 miejscowość administracyjnie należała do województwa leszczyńskiego.

## Nazwa
W księdze łacińskiej Liber fundationis episcopatus Vratislaviensis (pol. Księga uposażeń biskupstwa wrocławskiego) spisanej za czasów biskupa Henryka z Wierzbna w latach 1295–1305 miejscowość wymieniona jest w zlatynizownej formie Sedecz.

## Zabytki
Do wojewódzkiego rejestru zabytków wpisane są obiekty:
- zespół pałacowy, z XVIII wieku, 1910 r.:
  - pałac
  - park
  - budynki gospodarcze.